# 神崎克郎
神崎 克郎（かんざき かつろう、1937年（昭和12年）4月1日 - 2006年（平成18年）2月15日）は、日本の法学者。専門は商法。学位は法学博士（神戸大学・論文博士・1969年）。神戸大学名誉教授。叙正四位・授勲瑞宝中綬章。兵庫県出身。弟子に伊勢田道仁など。

## 略歴
- 1961年（昭和36年） 神戸大学法学部卒業。
- 1962年（昭和37年）コロンビア大学法科大学院留学
- 1969年（昭和44年） 神戸大学より法学博士の学位を受く（学位論文「証券取引規制の研究」）。
- 1974年（昭和49年） 神戸大学法学部教授。
- 1992年（平成4年） 神戸大学法学部長。
- 2000年（平成12年） 姫路獨協大学法学部教授。神戸大学名誉教授。
- 2003年（平成15年） 関西学院大学法学部教授。
- 2004年（平成16年） 関西学院大学大学院司法研究科教授。
- 2006年（平成18年）2月15日 逝去。叙正四位・授勲瑞宝中綬章。

## 学会・社会的活動
商品取引所審議会委員、商品取引所審議会会長、公認会計士審査会委員、証券取引所審議会委員、証券取引審議会不公正取引特別部会委員、大学設置審議会専門委員、司法試験第二次試験考査委員、信託法学会理事、日本私法学会理事、日米法学会日本支部理事、日米法学会日本支部評議員、金融法学会理事、日本海法学会理事、村田奨学財団選考委員、信託協会信託研究奨励金選考委員、村田製作所社外取締役、証券保管振替機構社外取締役を歴任。

## 著書

### 単著
- 『証券取引規制の研究』（神戸大学研究双書刊行会〈神戸法学双書8〉、1968年）
- 『商行為法（1）商事売買の機能的考察』（有斐閣〈有斐閣大学双書〉、1973年）
- 『現代法律学講座（17）商法2 会社法』（青林書院新社、1977年）
- 『証券取引の法律』（日本経済新聞社〈日経文庫〉、1978年）
- 『ディスクロージャー』（弘文堂〈弘文堂法学選書7〉、1978年）
- 『現代法律学全集（42）証券取引法』（青林書院新社、1980年）
- 『取締役制度論――義務と責任の法的研究』（中央経済社、1981年）
- 『商法総則・商行為法通論』（同文舘出版、1982年）
- 『会社法詳説』（中央経済社、1984年）
- 『現代法律学講座（17）商法2 会社法〔新版〕』（青林書院新社、1984年）
- 『証券取引の法理』（商事法務研究会、1987年）
- 『現代法律学全集（42）証券取引法〔新版〕』（青林書院、1987年）
- 『商法総則・商行為法通論〔改訂版〕』（同文舘出版、1988年）
- 『現代法律学講座（17）商法2 会社法〔第3版〕』（青林書院、1991年）
- 『商法総則・商行為法通論〔新訂版〕』（同文舘出版、1999年）

### 共著
- （河本一郎）『改正証券取引法の解説――問答式』（中央経済社、1971年）
- （志谷匡史・川口恭弘）『証券取引法』（青林書院、2006年）

### 編著
- 『平成10年改正商品取引所法逐条解説』（商事法務研究会、2000年）

### 共編著
- （河本一郎・大武泰南）『証券取引の実務相談』（有斐閣〈実務相談シリーズ5〉、1970年）
- （龍田節）『証券取引法大系――河本一郎先生還暦記念』（商事法務研究会、1986年）
- （平出慶道・村重慶一）『注解法律学全集（25）手形・小切手法』（青林書院、1997年）
- （河本一郎・大武泰南）『証券取引ハンドブック〔第4版〕』（ダイヤモンド社、2000年）